# Hemiorchis
Hemiorchis é um género botânico pertencente à família Zingiberaceae.

## Espécies
- Hemiorchis burmanica
- Hemiorchis pantlingii
- Hemiorchis rhodorrhachis